# Carnival Miracle
El Carnival Miracle es un crucero de la clase Spirit operado por Carnival Cruise Line. Construido por Kværner Masa-Yards en Helsinki New Shipyard en Helsinki, Finlandia, fue botado el 5 de junio de 2003 y bautizado en Jacksonville, Florida (EE. UU.), el 27 de febrero de 2004. Poco después de la conclusión de la ceremonia de bautizo, partió en su viaje inaugural, un crucero de tres días a las Bahamas.
El Carnival Miracle es un crucero de la clase Spirit operado por Carnival Cruise Line. Construido por Kværner Masa-Yards en Helsinki New Shipyard en Helsinki, Finlandia, fue botado el 5 de junio de 2003 y bautizado en Jacksonville, Florida (EE. UU.), el 27 de febrero de 2004. Poco después de la conclusión de la ceremonia de bautizo, partió en su viaje inaugural, un crucero de tres días a las Bahamas.
El Carnival Miracle es un crucero de la clase Spirit operado por Carnival Cruise Line. Construido por Kværner Masa-Yards en Helsinki New Shipyard en Helsinki, Finlandia, fue botado el 5 de junio de 2003 y bautizado en Jacksonville, Florida (EE. UU.), el 27 de febrero de 2004. Poco después de la conclusión de la ceremonia de bautizo, partió en su viaje inaugural, un crucero de tres días a las Bahamas.
El Carnival Miracle es un crucero de la clase Spirit operado por Carnival Cruise Line. Construido por Kværner Masa-Yards en Helsinki New Shipyard en Helsinki, Finlandia, fue botado el 5 de junio de 2003 y bautizado en Jacksonville, Florida (EE. UU.), el 27 de febrero de 2004. Poco después de la conclusión de la ceremonia de bautizo, partió en su viaje inaugural, un crucero de tres días a las Bahamas.
El Carnival Miracle es un crucero de la clase Spirit operado por Carnival Cruise Line. Construido por Kværner Masa-Yards en Helsinki New Shipyard en Helsinki, Finlandia, fue botado el 5 de junio de 2003 y bautizado en Jacksonville, Florida (EE. UU.), el 27 de febrero de 2004. Poco después de la conclusión de la ceremonia de bautizo, partió en su viaje inaugural, un crucero de tres días a las Bahamas.
El Carnival Miracle es un crucero de la clase Spirit operado por Carnival Cruise Line. Construido por Kværner Masa-Yards en Helsinki New Shipyard en Helsinki, Finlandia, fue botado el 5 de junio de 2003 y bautizado en Jacksonville, Florida (EE. UU.), el 27 de febrero de 2004. Poco después de la conclusión de la ceremonia de bautizo, partió en su viaje inaugural, un crucero de tres días a las Bahamas.

Knock Nevis; Upload am 14. Juni 2025
https://www.facebook.com/photo/?fbid=1052219293762945&set=a.604435021874710 (1 Bild)
https://scontent-ham3-1.xx.fbcdn.net/v/t39.30808-6/507965453_1052219370429604_4589587578905490763_n.jpg?_nc_cat=103&ccb=1-7&_nc_sid=f727a1&_nc_ohc=XEidwMyhuxoQ7kNvwHdU3X8&_nc_oc=AdlygCdh0Ps4WlJEbEQVAKM9ggJQtYqMbXHMehagoe1LosEtfqeXv3BHxSfkomOR7cldwsv0z5DR3l3nCFLXI6du&_nc_zt=23&_nc_ht=scontent-ham3-1.xx&_nc_gid=Z6sJkrufOZyHl06TZ-RR4g&oh=00_AfM5CQY4LjfBhzAVv0ANTHdf4fB495GXNNHzJirsDT6KNg&oe=68536463 = https://scontent-ham3-1.xx.fbcdn.net/v/t39.30808-6/507965453_1052219370429604_4589587578905490763_n.jpg?_nc_cat=103&ccb=1-7&_nc_sid=f727a1&_nc_ohc=XEidwMyhuxoQ7kNvwHZ0mJ1&_nc_oc=Adlwl8ztNH7-NwHjKOXdKw_8EkR9LkuB72tfrMmXz0QrifqhFM5bW0yAU2SrsucWX6UoGXLHxiafLJxDxizhhSb2&_nc_zt=23&_nc_ht=scontent-ham3-1.xx&_nc_gid=24oLPFeIBI-DAqw0agffiQ&oh=00_AfMabuy2YQpIKjBqieRv5tedABir_okxMHGE2b7XdcEcZA&oe=6853D4E3
Estonia; Upload am 15. Juni 2025
https://www.facebook.com/photo/?fbid=1100371888815720&set=gm.10160976771761556&idorvanity=10163631555 (1 Bild)
https://scontent-ham3-1.xx.fbcdn.net/v/t39.30808-6/506057880_1100371895482386_6570170747539729673_n.jpg?_nc_cat=103&ccb=1-7&_nc_sid=aa7b47&_nc_ohc=HxyqyWwS140Q7kNvwFZLY8M&_nc_oc=AdmZrjkMd-k1shXzEphDYu6TYxMSvCefxqXcBHjNGPy0OxbfwtJvlObl5DgAJYr1R5hPV2wsozyIhrXrisiXXeIc&_nc_zt=23&_nc_ht=scontent-ham3-1.xx&_nc_gid=ZXfTDSTTkzE9lQ2ybNQjDQ&oh=00_AfMez-nqJymsg2_6Xj3q3CfSfrmwmuVxcEcpgjytyKafRA&oe=68543AEB = https://scontent-ham3-1.xx.fbcdn.net/v/t39.30808-6/506057880_1100371895482386_6570170747539729673_n.jpg?_nc_cat=103&ccb=1-7&_nc_sid=aa7b47&_nc_ohc=HxyqyWwS140Q7kNvwFZLY8M&_nc_oc=AdmZrjkMd-k1shXzEphDYu6TYxMSvCefxqXcBHjNGPy0OxbfwtJvlObl5DgAJYr1R5hPV2wsozyIhrXrisiXXeIc&_nc_zt=23&_nc_ht=scontent-ham3-1.xx&_nc_gid=FJooKT3BHJAI7DB7Z5cqkA&oh=00_AfMN8b72ZiBWQdbQiP-3YlyjkLFwxu-HRW55cR2KKySAmQ&oe=68543AEB
Estonia;  Upload am 15. Juni 2025
https://www.facebook.com/photo/?fbid=24458064917134208&set=gm.10160977684156556&idorvanity=10163631555 (1 Bild)
https://scontent-ham3-1.xx.fbcdn.net/v/t39.30808-6/506635978_24458064950467538_5667236301492816100_n.jpg?_nc_cat=102&ccb=1-7&_nc_sid=aa7b47&_nc_ohc=ZtNo_reqteQQ7kNvwENDXlI&_nc_oc=Adm8h4U2JzOJ3M-z2dtO4o5auGxdRCXT3BMY0GYTewXFpwiXOGBh75Q6VnyNjG5MlM2B1C5D6i_Yepl4HEHiBy1W&_nc_zt=23&_nc_ht=scontent-ham3-1.xx&_nc_gid=NipcNGTFsuQz8FI3uoZY8w&oh=00_AfM6T46nafECvUNa2MlNvtbeeJPVQmH42Jdw675rJtVeHg&oe=68544D9E = https://scontent-ham3-1.xx.fbcdn.net/v/t39.30808-6/506635978_24458064950467538_5667236301492816100_n.jpg?_nc_cat=102&ccb=1-7&_nc_sid=aa7b47&_nc_ohc=ZtNo_reqteQQ7kNvwENDXlI&_nc_oc=Adm8h4U2JzOJ3M-z2dtO4o5auGxdRCXT3BMY0GYTewXFpwiXOGBh75Q6VnyNjG5MlM2B1C5D6i_Yepl4HEHiBy1W&_nc_zt=23&_nc_ht=scontent-ham3-1.xx&_nc_gid=tgUo4IPVZwtFkmAio8n99w&oh=00_AfNvf9psyped1H1bcWiJhNx0MKRVj67JxEy7iz2SBLD2dA&oe=68544D9E
Heritage Expeditions; Upload am 15. Juni 2025
https://www.facebook.com/photo/?fbid=1647849052682993&set=a.1178810502920186 (1 Bild)
https://scontent-ham3-1.xx.fbcdn.net/v/t39.30808-6/506756001_1647582296043002_3287901801430314510_n.jpg?_nc_cat=100&ccb=1-7&_nc_sid=833d8c&_nc_ohc=s5nHLc9fqi8Q7kNvwHu8sug&_nc_oc=AdlNXiM-6sadJinBjCwheuHIOZOXVxJhWJH8XJnfXVIDsUPydlQnu7i-7c0UJbYVDU23VzBKRvmpHvupouhQ2dQl&_nc_zt=23&_nc_ht=scontent-ham3-1.xx&_nc_gid=MIJ_pBowQcfuvy8VwrVPmw&oh=00_AfOS2gvXDoAQ45dXqW3ZNCCa102HSX-A6tb1WJb16uz8xw&oe=68542E15 = https://scontent-ham3-1.xx.fbcdn.net/v/t39.30808-6/506756001_1647582296043002_3287901801430314510_n.jpg?_nc_cat=100&ccb=1-7&_nc_sid=833d8c&_nc_ohc=s5nHLc9fqi8Q7kNvwHu8sug&_nc_oc=AdlNXiM-6sadJinBjCwheuHIOZOXVxJhWJH8XJnfXVIDsUPydlQnu7i-7c0UJbYVDU23VzBKRvmpHvupouhQ2dQl&_nc_zt=23&_nc_ht=scontent-ham3-1.xx&_nc_gid=NUBP-EFLADLFHLmP0QQsBA&oh=00_AfOvLn8D2GmcGUpMXe8JRgKOPRDFH5K0DpTaRhgbvOqSjQ&oe=68546655
„Caronia in her days sailing for Cunard
A handsome liner and cruise ship. Ex Vistafjord.“; Upload am 7. Juni 2025
https://www.facebook.com/photo/?fbid=1269139695215383&set=gm.24729426303332129&idorvanity=108651595836275 (1 Bild)
https://scontent-ham3-1.xx.fbcdn.net/v/t39.30808-6/505125679_1269139698548716_7221456033925558984_n.jpg?stp=cp6_dst-jpg_tt6&_nc_cat=102&ccb=1-7&_nc_sid=aa7b47&_nc_ohc=5kt69i8gCgUQ7kNvwEt5XuW&_nc_oc=AdnNLczs50GwZCPzcEuRfiKOAm2AZ49AOlCYhywXkiOABajA69SJ8rm0hL1wKm69C0HiSTbAcrcBrPyu7K0Hy8k9&_nc_zt=23&_nc_ht=scontent-ham3-1.xx&_nc_gid=ebUqea1fvGnT9tkTe49iRg&oh=00_AfNo6JKo5icOh1A_AGxu-bdNDwib464wKo5WbUBZt7SXAw&oe=68543726 = https://scontent-ham3-1.xx.fbcdn.net/v/t39.30808-6/505125679_1269139698548716_7221456033925558984_n.jpg?stp=cp6_dst-jpg_tt6&_nc_cat=102&ccb=1-7&_nc_sid=aa7b47&_nc_ohc=5kt69i8gCgUQ7kNvwEt5XuW&_nc_oc=AdnNLczs50GwZCPzcEuRfiKOAm2AZ49AOlCYhywXkiOABajA69SJ8rm0hL1wKm69C0HiSTbAcrcBrPyu7K0Hy8k9&_nc_zt=23&_nc_ht=scontent-ham3-1.xx&_nc_gid=cyh4C7Jre4cv7IFCMRxFUg&oh=00_AfOxhKohXTIfIRxHKzqQgPKB4N1701KRqksMEXRWcypITw&oe=68543726 
Kommentar: „I have a few, both as Royal Mail liners, plus a few in their very brief period as Shaw Savill liners“; Upload am 11. Juni 2025
https://www.facebook.com/photo.php?fbid=23877348965230353&set=p.23877348965230353&type=3 (1 Bild)
https://scontent-ham3-1.xx.fbcdn.net/v/t39.30808-6/506067610_23877348978563685_7655124143515270673_n.jpg?_nc_cat=111&ccb=1-7&_nc_sid=bd9a62&_nc_ohc=Ksa_44me7lMQ7kNvwEf67cx&_nc_oc=AdkA3xEquBkNUe6xt1q_h9hAjQWv4C0MlyA6TgQKh9Tqn_pY7lrgveAfUhXY5kj4Cp3IGxAjVIUoZ9h2xQn-3Tmd&_nc_zt=23&_nc_ht=scontent-ham3-1.xx&_nc_gid=z_bybQ9o1AjnJTQk_dFgwg&oh=00_AfOb7xuO81k9wd8RjnobWv-_56dpIaPH9QER3unZ3rNKEg&oe=68543EA0 = https://scontent-ham3-1.xx.fbcdn.net/v/t39.30808-6/506067610_23877348978563685_7655124143515270673_n.jpg?_nc_cat=111&ccb=1-7&_nc_sid=bd9a62&_nc_ohc=Ksa_44me7lMQ7kNvwEf67cx&_nc_oc=AdkA3xEquBkNUe6xt1q_h9hAjQWv4C0MlyA6TgQKh9Tqn_pY7lrgveAfUhXY5kj4Cp3IGxAjVIUoZ9h2xQn-3Tmd&_nc_zt=23&_nc_ht=scontent-ham3-1.xx&_nc_gid=tGHpPe2P8q2k4sT3RN4h9w&oh=00_AfOoB7bjW-0QysZ1OLvgKO4g323z9ayOM-1R9NcmwIhwNA&oe=685476E0 
Kommentar: 
https://www.facebook.com/photo.php?fbid=23877359635229286&set=p.23877359635229286&type=3 (1 Bild)
https://scontent-ham3-1.xx.fbcdn.net/v/t39.30808-6/506453620_23877359655229284_905822147285013933_n.jpg?_nc_cat=108&ccb=1-7&_nc_sid=bd9a62&_nc_ohc=24J-34mbzgYQ7kNvwHdnLr3&_nc_oc=AdnqvjwRtZPQydS2nME7hXZXsgGzS1zvGkx_wHdSAgSh4EgB5V977V2N7AMx8d5wEvguW-mT0Je5FmExB6WmwDPj&_nc_zt=23&_nc_ht=scontent-ham3-1.xx&_nc_gid=9HaKRJY5mfNsLQKRIAsxEw&oh=00_AfPnQ6djmX4KOeN5O-CzpWSEh2_ye_ydIRxioXub5JmmuQ&oe=68545A26 = https://scontent-ham3-1.xx.fbcdn.net/v/t39.30808-6/506453620_23877359655229284_905822147285013933_n.jpg?_nc_cat=108&ccb=1-7&_nc_sid=bd9a62&_nc_ohc=24J-34mbzgYQ7kNvwHdnLr3&_nc_oc=AdnqvjwRtZPQydS2nME7hXZXsgGzS1zvGkx_wHdSAgSh4EgB5V977V2N7AMx8d5wEvguW-mT0Je5FmExB6WmwDPj&_nc_zt=23&_nc_ht=scontent-ham3-1.xx&_nc_gid=4q5TB51C_9NNipmlO-kpGQ&oh=00_AfMLoh6DyDXZdVKJTOKtpqBT_CaZ8s-iR-1EZbJeBcNl3A&oe=68545A26
Caronia at pier in NY; Upload am 13. Juni 2025
https://www.facebook.com/photo.php?fbid=10228892830800913&set=p.10228892830800913&type=3 (1 Bild)
https://scontent-ham3-1.xx.fbcdn.net/v/t39.30808-6/505779758_10228892830840914_5528630322053792970_n.jpg?_nc_cat=106&ccb=1-7&_nc_sid=bd9a62&_nc_ohc=eQd0770zPFwQ7kNvwF2b85t&_nc_oc=Adlp3i_aEuvwB5TMUUtwSHcTPpV0vr3RhONNjPqZGBKJwHaLvlYa4LVdzr7VBfGBuzVKiuO2j_N4Xlb-PtuoT9O1&_nc_zt=23&_nc_ht=scontent-ham3-1.xx&_nc_gid=tdfKPNstmLqslt6JSuKF4w&oh=00_AfML6sc4XvPE660S1cONNKVulg_G8_PzaDAEYEEwQho7XA&oe=68544007 = https://scontent-ham3-1.xx.fbcdn.net/v/t39.30808-6/505779758_10228892830840914_5528630322053792970_n.jpg?_nc_cat=106&ccb=1-7&_nc_sid=bd9a62&_nc_ohc=eQd0770zPFwQ7kNvwF2b85t&_nc_oc=Adlp3i_aEuvwB5TMUUtwSHcTPpV0vr3RhONNjPqZGBKJwHaLvlYa4LVdzr7VBfGBuzVKiuO2j_N4Xlb-PtuoT9O1&_nc_zt=23&_nc_ht=scontent-ham3-1.xx&_nc_gid=BBwqrH_hD4c5wGGPIYrsaQ&oh=00_AfP0DfpbJ0tIwSjbvbVvRqcOEHY-UAFLV7F24gXFR9_qmw&oe=68544007 
„Caronia leaving NY Harbor (2001 I think)“; Upload am 13. Juni 2025
https://www.facebook.com/photo/?fbid=10228892815680535&set=p.10228892815680535 (1 Bild)
https://scontent-ham3-1.xx.fbcdn.net/v/t39.30808-6/506440925_10228892815720536_7878970281764487048_n.jpg?_nc_cat=108&ccb=1-7&_nc_sid=bd9a62&_nc_ohc=HlM4IhvRLkYQ7kNvwGsJuRY&_nc_oc=Adkcvh-1n_OxHfZVVXgPl-7oAYGIXkOZQI4eA5ZROZQ4aAjosMQI0pZzBl27fKwuh0uZPcx4wqqR2xQ8rAXmlxWg&_nc_zt=23&_nc_ht=scontent-ham3-1.xx&_nc_gid=WhH_HXlmcNEdmKq38t2gjg&oh=00_AfNgz80NW0NlfbjagkmJrgmGqQh5_KkWs7NaRTM4BMkisw&oe=685448D1 = https://scontent-ham3-1.xx.fbcdn.net/v/t39.30808-6/506440925_10228892815720536_7878970281764487048_n.jpg?_nc_cat=108&ccb=1-7&_nc_sid=bd9a62&_nc_ohc=HlM4IhvRLkYQ7kNvwGsJuRY&_nc_oc=Adkcvh-1n_OxHfZVVXgPl-7oAYGIXkOZQI4eA5ZROZQ4aAjosMQI0pZzBl27fKwuh0uZPcx4wqqR2xQ8rAXmlxWg&_nc_zt=23&_nc_ht=scontent-ham3-1.xx&_nc_gid=9IJdM5WEWc4GHBupNSzeTA&oh=00_AfNHXVXWN3xoPz6gL5_EIsvTibyOzihzNiHq24TWg7CnDA&oe=685448D1 
Kommentar: „..... and here's Amazon as Shaw Savill's Akaroa in 1970. I sailed on her from Auckland to Sydney in August of that year, incurring the wrath of my then employer ... P&O NZ!“; Upload am 11. Juni 2025
https://www.facebook.com/photo.php?fbid=23877451838553399&set=p.23877451838553399&type=3 (1 Bild)
https://scontent-ham3-1.xx.fbcdn.net/v/t39.30808-6/506353747_23877451845220065_4232546642389184741_n.jpg?_nc_cat=103&ccb=1-7&_nc_sid=bd9a62&_nc_ohc=zQnrOeKZ2oQQ7kNvwGpuUqG&_nc_oc=Adkp9sXZGHaa3lFM1L3L5H_GTpOppX585QkS3LPHtx4UlxpxlT9b_bxeygM8JfkSTUTpPmd8RBCpKZp3QT4mtnLg&_nc_zt=23&_nc_ht=scontent-ham3-1.xx&_nc_gid=pCIAeCFrmVrKw8pHUMn6Hg&oh=00_AfO-xyDY0H0ZhAMXYN-kizP9gH58nuhj7c2Y1rfus4KWSw&oe=68546E0F = https://scontent-ham3-1.xx.fbcdn.net/v/t39.30808-6/506353747_23877451845220065_4232546642389184741_n.jpg?_nc_cat=103&ccb=1-7&_nc_sid=bd9a62&_nc_ohc=zQnrOeKZ2oQQ7kNvwGpuUqG&_nc_oc=Adkp9sXZGHaa3lFM1L3L5H_GTpOppX585QkS3LPHtx4UlxpxlT9b_bxeygM8JfkSTUTpPmd8RBCpKZp3QT4mtnLg&_nc_zt=23&_nc_ht=scontent-ham3-1.xx&_nc_gid=7r1Z0ET6VTpKPSLOs8mwqA&oh=00_AfOCK2dWnobGlGWnagPgTKDDYAfNN74bAQD-tEsIBf0BKA&oe=68546E0F 
„Here is what she looked like in her final years as Saga Ruby of Saga Cruises“; Upload am 7. Juni 2025
https://www.facebook.com/photo.php?fbid=10162843539731352&set=p.10162843539731352&type=3 (1 Bild)
https://scontent-ham3-1.xx.fbcdn.net/v/t39.30808-6/504879117_10162843539741352_5858691353430071154_n.jpg?stp=cp6_dst-jpg_tt6&_nc_cat=102&ccb=1-7&_nc_sid=bd9a62&_nc_ohc=Yj0W6dgim6MQ7kNvwEzpq1w&_nc_oc=Admg5b7DRO0PXh9p43UfhdJmS7Y2OEfIV3SKEuGSgjTkrFZo5h5R4SRIynpKpYxoyXRnULcVPws_aE4adcuARqYe&_nc_zt=23&_nc_ht=scontent-ham3-1.xx&_nc_gid=v7Xzm1ueKc7VuV9VnSwGkA&oh=00_AfMgmIOixSJ6v24bYIVAEfbz6hmYoUdvWU3O4i2p3v1yRw&oe=685442D5 = https://scontent-ham3-1.xx.fbcdn.net/v/t39.30808-6/504879117_10162843539741352_5858691353430071154_n.jpg?stp=cp6_dst-jpg_tt6&_nc_cat=102&ccb=1-7&_nc_sid=bd9a62&_nc_ohc=Yj0W6dgim6MQ7kNvwEzpq1w&_nc_oc=Admg5b7DRO0PXh9p43UfhdJmS7Y2OEfIV3SKEuGSgjTkrFZo5h5R4SRIynpKpYxoyXRnULcVPws_aE4adcuARqYe&_nc_zt=23&_nc_ht=scontent-ham3-1.xx&_nc_gid=xgupbhMVM8x1D1v1f1dukw&oh=00_AfOZVsVc4gy6316CX1TZDk4WMKQyGSoTbPnHWeyW9WEDBQ&oe=685442D5
MTS Oceanos {Soc. Epirotiki Lines}; Upload am 8. Juni 2025
https://www.facebook.com/photo/?fbid=1463261381511581&set=gm.24735632969378129&idorvanity=108651595836275 (1 Bild)
https://scontent-ham3-1.xx.fbcdn.net/v/t39.30808-6/505451672_1463261388178247_2033200399291682318_n.jpg?_nc_cat=111&ccb=1-7&_nc_sid=aa7b47&_nc_ohc=kDWHQBPqVgYQ7kNvwGFDunt&_nc_oc=AdlAcFqv5mM0FKGz3JRPIYNYrjSGotugL1Q4edFyI84mNSM6zW3mhbWV55fntQtwh0r-lKjh7VYWlmUtt_ttGsK7&_nc_zt=23&_nc_ht=scontent-ham3-1.xx&_nc_gid=cIb-nBwr9m1jbxM4gl0gKA&oh=00_AfNpcI_7TSBUVVhoEA7rL-0y2xxTD-voUFIxvZdeBRU3fA&oe=6854642C = https://scontent-ham3-1.xx.fbcdn.net/v/t39.30808-6/505451672_1463261388178247_2033200399291682318_n.jpg?_nc_cat=111&ccb=1-7&_nc_sid=aa7b47&_nc_ohc=kDWHQBPqVgYQ7kNvwGFDunt&_nc_oc=AdlAcFqv5mM0FKGz3JRPIYNYrjSGotugL1Q4edFyI84mNSM6zW3mhbWV55fntQtwh0r-lKjh7VYWlmUtt_ttGsK7&_nc_zt=23&_nc_ht=scontent-ham3-1.xx&_nc_gid=zDejbFAxa1VVG9qNmxIAnA&oh=00_AfPpI5ZPckU8slTtgBldGA6P2fEarMCyD1bevlCUSDY4HQ&oe=6854642C
Europa; „seen here abt. 1968 in traditional Lloyd colors“; Upload am 7. Juni 2025
https://www.facebook.com/photo/?fbid=24111449051826913&set=gm.24732735636334529&idorvanity=108651595836275 (1 Bild)
https://scontent-ham3-1.xx.fbcdn.net/v/t39.30808-6/505072541_24111449065160245_5729763881445212658_n.jpg?stp=cp6_dst-jpg_tt6&_nc_cat=106&ccb=1-7&_nc_sid=aa7b47&_nc_ohc=LWcgj2sYEckQ7kNvwFuYDI6&_nc_oc=AdnUaVBPMxy_BZQvk2SydZrYJ2aWEPNR4l9Le0UbwFMoN08BDRE7J_-AAGhTwM4BXLpW5JCzy4oT-iRdzVmEis-o&_nc_zt=23&_nc_ht=scontent-ham3-1.xx&_nc_gid=62LfhUBSjB6kM8e1Dosn7w&oh=00_AfPs0z1vgQ9wlokBFbDxemiMk93gscdPYZQvCMU2oce-3Q&oe=68543214 = https://scontent-ham3-1.xx.fbcdn.net/v/t39.30808-6/505072541_24111449065160245_5729763881445212658_n.jpg?stp=cp6_dst-jpg_tt6&_nc_cat=106&ccb=1-7&_nc_sid=aa7b47&_nc_ohc=LWcgj2sYEckQ7kNvwFuYDI6&_nc_oc=AdnUaVBPMxy_BZQvk2SydZrYJ2aWEPNR4l9Le0UbwFMoN08BDRE7J_-AAGhTwM4BXLpW5JCzy4oT-iRdzVmEis-o&_nc_zt=23&_nc_ht=scontent-ham3-1.xx&_nc_gid=Ybs3ZAtuL-VH6QbynF4oPA&oh=00_AfNStbZbC1ym2s2ysUVWrK_2tZiMcMWDaZPwitFmGqvxng&oe=68546A54 
MS „Europa), ex-„Kungsholm“, from 1966 to 1970 unter Beach/White Livery of North German Lloyd, after merger with Hapag-Lloyd up to 1981 in - as this pic - White/Blue/Cognac-Livery; Upload am 4. Januar 2025
https://www.facebook.com/photo/?fbid=9513270455363408&set=gm.3898851280430517&idorvanity=1815884178727248 (1 Bild)
https://scontent-ham3-1.xx.fbcdn.net/v/t39.30808-6/472310099_9513270465363407_7068873334282883376_n.jpg?stp=cp6_dst-jpg_tt6&_nc_cat=100&ccb=1-7&_nc_sid=aa7b47&_nc_ohc=wGH6Lpv6Ht8Q7kNvwEQB0qa&_nc_oc=AdnKRkEtSu_SRpxJ1cbUWVRe9s5uZwTrZMSfAWDapGNzno7Vlq2euRLPMGsV1c82_cWBpiTI-vJW-A26t1-bbbvY&_nc_zt=23&_nc_ht=scontent-ham3-1.xx&_nc_gid=FZeBBNU3e1CXIZFIQd7eXQ&oh=00_AfNKlhhStrD2_iOe7Ub8us9DjnTkA4cpmDSOleSX3_zCWw&oe=68546455 = https://scontent-ham3-1.xx.fbcdn.net/v/t39.30808-6/472310099_9513270465363407_7068873334282883376_n.jpg?stp=cp6_dst-jpg_tt6&_nc_cat=100&ccb=1-7&_nc_sid=aa7b47&_nc_ohc=wGH6Lpv6Ht8Q7kNvwEQB0qa&_nc_oc=AdnKRkEtSu_SRpxJ1cbUWVRe9s5uZwTrZMSfAWDapGNzno7Vlq2euRLPMGsV1c82_cWBpiTI-vJW-A26t1-bbbvY&_nc_zt=23&_nc_ht=scontent-ham3-1.xx&_nc_gid=rrrVUDcYqIaC8TbQRiVGOg&oh=00_AfMh3H4Cb4XEZnUCOYgK60ysd6BiJr9Bv-4bvDejbBP2-g&oe=68546455 
„My No.3 all-time-favourite passenger liner "Europa"“; Upload am 4. Januar 2025
https://www.facebook.com/photo.php?fbid=8926076550780461&set=p.8926076550780461&type=3 (1 Bild)
https://scontent-ham3-1.xx.fbcdn.net/v/t39.30808-6/472325668_8926076560780460_5006331017869332401_n.jpg?_nc_cat=111&ccb=1-7&_nc_sid=bd9a62&_nc_ohc=yypvJ_BlAYsQ7kNvwHg7QRe&_nc_oc=Adl_kFR6-faETExsZiFhu_ICVlG9YDWx9O19W6zaNRWYY745cjTpzK0qm2spTCc1h288Do0DtJ8ERflSLQH1hmvW&_nc_zt=23&_nc_ht=scontent-ham3-1.xx&_nc_gid=89gfA5NvawpimcZblzpb8g&oh=00_AfPFq-ajOUpiD_TFSRnyDikvzNxD-n7PPlh6X3xkpz0wYw&oe=68542EA1 = https://scontent-ham3-1.xx.fbcdn.net/v/t39.30808-6/472325668_8926076560780460_5006331017869332401_n.jpg?_nc_cat=111&ccb=1-7&_nc_sid=bd9a62&_nc_ohc=yypvJ_BlAYsQ7kNvwHg7QRe&_nc_oc=Adl_kFR6-faETExsZiFhu_ICVlG9YDWx9O19W6zaNRWYY745cjTpzK0qm2spTCc1h288Do0DtJ8ERflSLQH1hmvW&_nc_zt=23&_nc_ht=scontent-ham3-1.xx&_nc_gid=E8CzKGgh2cn0FKdzLtc1yw&oh=00_AfOIfcXnRYitk92w__Tc0dymIH0SkceDehlEe1iO3pZ1Qw&oe=685466E1
French Lines’ Liberte, ex Europa, Seen at New York 1955; Upload am 6. Januar 2025
https://www.facebook.com/photo/?fbid=1268350728627613&set=gm.24722051304069629&idorvanity=108651595836275 (1 Bild)
https://scontent-ham3-1.xx.fbcdn.net/v/t39.30808-6/504894867_1268350735294279_5520158808403022578_n.jpg?stp=cp6_dst-jpg_tt6&_nc_cat=105&ccb=1-7&_nc_sid=aa7b47&_nc_ohc=FSkDFIRM2BkQ7kNvwH3Ns_7&_nc_oc=AdnsmYSWLvjiltTUkViWtiy_cCjSqWt4uctV8TAloqVbubqqJkO-7s4127ovlLYaeub63yf62Mxqcx2nFbHLbacn&_nc_zt=23&_nc_ht=scontent-ham3-1.xx&_nc_gid=Tbglw0OE0ABKpQm2MTztgg&oh=00_AfOuumXwsxo8bdLFBZCwWnIlbD9Rv46xrGaFO_bfYtdGLg&oe=68545226 = https://scontent-ham3-1.xx.fbcdn.net/v/t39.30808-6/504894867_1268350735294279_5520158808403022578_n.jpg?stp=cp6_dst-jpg_tt6&_nc_cat=105&ccb=1-7&_nc_sid=aa7b47&_nc_ohc=FSkDFIRM2BkQ7kNvwH3Ns_7&_nc_oc=AdnsmYSWLvjiltTUkViWtiy_cCjSqWt4uctV8TAloqVbubqqJkO-7s4127ovlLYaeub63yf62Mxqcx2nFbHLbacn&_nc_zt=23&_nc_ht=scontent-ham3-1.xx&_nc_gid=eKJlXWzaRDvwNknfQ2DhuQ&oh=00_AfMOI3CzCMxeUZStI4b4ikst8WUCUSuvQGT8A1-0OchwLQ&oe=68545226 
Kommentar: https://www.facebook.com/photo.php?fbid=24100723402899478&set=p.24100723402899478&type=3 (1 Bild); Upload am 5. Juni 2025
https://scontent-ham3-1.xx.fbcdn.net/v/t39.30808-6/504681640_24100723442899474_9154896261139705803_n.jpg?stp=cp6_dst-jpg_tt6&_nc_cat=103&ccb=1-7&_nc_sid=bd9a62&_nc_ohc=yr4pCWV0bMMQ7kNvwF4WRHy&_nc_oc=AdnVpi6mHdxkkvCtDO81ntI9Z28PvRI84YxjnERpRq_sZcvj8fGle2q_oOlb7K8lfYm6HBeDto_nnyDwgn4TchfL&_nc_zt=23&_nc_ht=scontent-ham3-1.xx&_nc_gid=7HDpyo3kRh3IXJSTQpB-tA&oh=00_AfOjNrIwltPCvpzZexAF0S6Ky3iSDqh1AdD2jPgYl_0LSw&oe=68544722 = https://scontent-ham3-1.xx.fbcdn.net/v/t39.30808-6/504681640_24100723442899474_9154896261139705803_n.jpg?stp=cp6_dst-jpg_tt6&_nc_cat=103&ccb=1-7&_nc_sid=bd9a62&_nc_ohc=yr4pCWV0bMMQ7kNvwF4WRHy&_nc_oc=AdnVpi6mHdxkkvCtDO81ntI9Z28PvRI84YxjnERpRq_sZcvj8fGle2q_oOlb7K8lfYm6HBeDto_nnyDwgn4TchfL&_nc_zt=23&_nc_ht=scontent-ham3-1.xx&_nc_gid=8Yaczqi4NbxngYW5VN7-Mw&oh=00_AfNHO8lIRhZl-_l5bSDRppdkDeJ_IMH-hpxj5vnsshVazw&oe=68544722
The USS Arizona Memorial in 1958 vs 1991 vs Now; Upload am 14. Juni 2025
https://www.facebook.com/photo/?fbid=703409525773510&set=a.645515351562928 (1 Bild)
https://scontent-ham3-1.xx.fbcdn.net/v/t39.30808-6/507056318_703277295786733_2405206810002900061_n.jpg?_nc_cat=1&ccb=1-7&_nc_sid=127cfc&_nc_ohc=NpLzT-QKgHAQ7kNvwGez3WQ&_nc_oc=AdmjlTGC6KJo6TQYVkn9EbDtEtAhQ0M2g5equ36iVDd4b_wAsybZPBQQU53HdE55vIKgV4JS77pi3x0iO-M9DjVu&_nc_zt=23&_nc_ht=scontent-ham3-1.xx&_nc_gid=RAfxX_F84O0MrGslVtLTGg&oh=00_AfM-NkpEshDch2yPQoivS2zLJoqiZsibUCMrbb2QISRbVQ&oe=68544323 = https://scontent-ham3-1.xx.fbcdn.net/v/t39.30808-6/507056318_703277295786733_2405206810002900061_n.jpg?_nc_cat=1&ccb=1-7&_nc_sid=127cfc&_nc_ohc=NpLzT-QKgHAQ7kNvwGez3WQ&_nc_oc=AdmjlTGC6KJo6TQYVkn9EbDtEtAhQ0M2g5equ36iVDd4b_wAsybZPBQQU53HdE55vIKgV4JS77pi3x0iO-M9DjVu&_nc_zt=23&_nc_ht=scontent-ham3-1.xx&_nc_gid=fqi_-YNQ5FkIlCz8bF9Dhw&oh=00_AfMmMungoW5M5wbL-EgyX09wZ1WVea1xH14AT68nz2b4Xw&oe=68544323 
Kommentar: „A few drops of oil still float to the surface frequently“ Upload am 14. Juni 2025
https://www.facebook.com/photo.php?fbid=24500488402887250&set=p.24500488402887250&type=3 (1 Bild)
https://scontent-ham3-1.xx.fbcdn.net/v/t39.30808-6/506395764_24500488409553916_3547334602418282733_n.jpg?stp=cp6_dst-jpg_tt6&_nc_cat=107&ccb=1-7&_nc_sid=bd9a62&_nc_ohc=Ex5MW8zF29AQ7kNvwGS_fnp&_nc_oc=Adn5NVQkBvIf0ED0yQ4RcK_5P6IDpFYmB-gBeBPC-z6pIgtTrS0dAL4mNjzCWo9m98PmkbFYamJkC8hvf8MPt6Qy&_nc_zt=23&_nc_ht=scontent-ham3-1.xx&_nc_gid=4uMsB7FDY-UewTOEvl-otQ&oh=00_AfMweDT--o2-qn06YQjdsnKGFUQKSQWVHqjfRdJ--OxvcQ&oe=685454B0 = https://scontent-ham3-1.xx.fbcdn.net/v/t39.30808-6/506395764_24500488409553916_3547334602418282733_n.jpg?stp=cp6_dst-jpg_tt6&_nc_cat=107&ccb=1-7&_nc_sid=bd9a62&_nc_ohc=Ex5MW8zF29AQ7kNvwGS_fnp&_nc_oc=Adn5NVQkBvIf0ED0yQ4RcK_5P6IDpFYmB-gBeBPC-z6pIgtTrS0dAL4mNjzCWo9m98PmkbFYamJkC8hvf8MPt6Qy&_nc_zt=23&_nc_ht=scontent-ham3-1.xx&_nc_gid=ZlcJ7ogQSAEJLpHglYYKvg&oh=00_AfNwBcmaxXSej2UqQSTaj3-CTiXcWDZtxhdVlX4mas-ESA&oe=685454B0
„the S.S. Statendam in navigazione {Soc. Holland America Line}“; Upload am 6. Juni 2025
https://www.facebook.com/photo/?fbid=1461715018332884&set=gm.24720356720905754&idorvanity=108651595836275 (1 Bild)
https://scontent-ham3-1.xx.fbcdn.net/v/t39.30808-6/504192904_1461715021666217_2615146769254284517_n.jpg?_nc_cat=109&ccb=1-7&_nc_sid=aa7b47&_nc_ohc=1xalQj8yV90Q7kNvwGeCel8&_nc_oc=AdkIZoza7nKFJkhCzOkmbPFrPLofMQ1WrIBC0uPFsjAFgjhdLjj6ch6N1qvzdRHflpwNypXYU9nWBJJ_yJ7ml3X_&_nc_zt=23&_nc_ht=scontent-ham3-1.xx&_nc_gid=uD42YtwBoRy8lQ5u8wsu0w&oh=00_AfPJnFx0T7L4oBK5BR2xDsQiX8sbHF3u_ZooPg7_AxrLOA&oe=685457D8 = https://scontent-ham3-1.xx.fbcdn.net/v/t39.30808-6/504192904_1461715021666217_2615146769254284517_n.jpg?_nc_cat=109&ccb=1-7&_nc_sid=aa7b47&_nc_ohc=1xalQj8yV90Q7kNvwGeCel8&_nc_oc=AdkIZoza7nKFJkhCzOkmbPFrPLofMQ1WrIBC0uPFsjAFgjhdLjj6ch6N1qvzdRHflpwNypXYU9nWBJJ_yJ7ml3X_&_nc_zt=23&_nc_ht=scontent-ham3-1.xx&_nc_gid=r3fvqQlFMoi0nNpl5nqA-w&oh=00_AfNDR-JbeG7vGnlRCH-8PWGCP5d5nbxgcYxMhE59T9FV2w&oe=685457D8 
Kommentar: „Here she is decked out in HAL colors“; Upload am 11. Juni 2025
https://www.facebook.com/photo.php?fbid=24317360771203194&set=p.24317360771203194&type=3 (1 Bild)
https://scontent-ham3-1.xx.fbcdn.net/v/t39.30808-6/506019839_24317360784536526_8400391671389280605_n.jpg?_nc_cat=100&ccb=1-7&_nc_sid=bd9a62&_nc_ohc=5fYjWIlY5b0Q7kNvwHYOXsl&_nc_oc=AdkDqtRQcgFCPpnSKQtWHBR1wjNinRzS6mhEk_hZjWueLOIz4Z0dhQ73scLZICvDE-G-CBVBeUSeM_LiGssybPsI&_nc_zt=23&_nc_ht=scontent-ham3-1.xx&_nc_gid=jmA7RYNaFYwDdFq5Lf_Lvg&oh=00_AfP39UHj5wuLL6AqXs81pD2sDm2moM0w5W-86ouPQBqVdg&oe=68546186 = https://scontent-ham3-1.xx.fbcdn.net/v/t39.30808-6/506019839_24317360784536526_8400391671389280605_n.jpg?_nc_cat=100&ccb=1-7&_nc_sid=bd9a62&_nc_ohc=5fYjWIlY5b0Q7kNvwHYOXsl&_nc_oc=AdkDqtRQcgFCPpnSKQtWHBR1wjNinRzS6mhEk_hZjWueLOIz4Z0dhQ73scLZICvDE-G-CBVBeUSeM_LiGssybPsI&_nc_zt=23&_nc_ht=scontent-ham3-1.xx&_nc_gid=oVCx9pqxzCnZYbNF2Nd8hw&oh=00_AfP2pbo0SqMLIoXlGAt506kInCcHDQO6Ks3biCKFyUu9nQ&oe=68546186
1959, Launching of the submarine USS Blueback (SS 581) at Ingalls Shipyard in Pascagoula, Ms.; Upload am 13. Juni 2025
https://www.facebook.com/photo/?fbid=122127405986729938&set=gm.1860462908069181&idorvanity=1576487499800058 (1 Bild)
https://scontent-ham3-1.xx.fbcdn.net/v/t39.30808-6/506051714_122127405992729938_8787147495565911721_n.jpg?_nc_cat=109&ccb=1-7&_nc_sid=aa7b47&_nc_ohc=7iz9e25suYMQ7kNvwH18b4-&_nc_oc=Adnjj88QLRlSBHABcSEojmCwMr5cnzRMxvgzKcbCA886ET4qdyUHObuFgVc16vaFldCtBfgy6xhBBKmq2pDBYPKE&_nc_zt=23&_nc_ht=scontent-ham3-1.xx&_nc_gid=RsUNqNRkZ1qv3gzhXqbXvw&oh=00_AfMNtoqLn28qW-RadUNaAedOQLKIV9wG1IO8BxblhdLcHQ&oe=68546019 = https://scontent-ham3-1.xx.fbcdn.net/v/t39.30808-6/506051714_122127405992729938_8787147495565911721_n.jpg?_nc_cat=109&ccb=1-7&_nc_sid=aa7b47&_nc_ohc=7iz9e25suYMQ7kNvwH18b4-&_nc_oc=Adnjj88QLRlSBHABcSEojmCwMr5cnzRMxvgzKcbCA886ET4qdyUHObuFgVc16vaFldCtBfgy6xhBBKmq2pDBYPKE&_nc_zt=23&_nc_ht=scontent-ham3-1.xx&_nc_gid=IxJN1yYImT4Wi5ZTpx1oUQ&oh=00_AfPOMkOD35Sins4e8C_9KJGzLZ-j0I9OWAjht3eYUU5Whw&oe=68546019
```
Carnival Miracle; „12.06.2025 Warnemünde: Heute wieder ein Erstanlauf des Kreuzfahrtschiffes Carnival Miracle beim Einlaufen am Molenfeuer um 5:50 Uhr. Nach Drehen im Überseehafen Rostock auf der Wendeplatte hat sie am Pier 8 um 7 Uhr festgemacht“; Upload am 12. Juni 2025
```

https://www.facebook.com/bernhard.burmeister/posts/pfbid0363pmt4qrbxDtPGN2hbLgxpN8bbqsQ3U5t5RfLAaCMZEuGwKnSdAiu2ZyQPGm8GYql (5 Bilder)
https://scontent-ham3-1.xx.fbcdn.net/v/t39.30808-6/505538736_9871910979544395_5697259562387609661_n.jpg?_nc_cat=103&ccb=1-7&_nc_sid=127cfc&_nc_ohc=XBpURBe-kfcQ7kNvwGpezE8&_nc_oc=AdmcXf5SvZDtlR2Tcg4Jfec4rsnBMwSVTb4Ja2jFX49Qzrms6LBdm_QJ9-004_sBz3Kjm1e4lR7GPv3skH86VVaq&_nc_zt=23&_nc_ht=scontent-ham3-1.xx&_nc_gid=lV8cbIVv2yVj477m8oUCKg&oh=00_AfN8DQ-IxKdJu_VVz8jSs32YllPc4MDjv5Q6hmHPIjUfMA&oe=685440E4  = https://scontent-ham3-1.xx.fbcdn.net/v/t39.30808-6/505538736_9871910979544395_5697259562387609661_n.jpg?_nc_cat=103&ccb=1-7&_nc_sid=127cfc&_nc_ohc=XBpURBe-kfcQ7kNvwGpezE8&_nc_oc=AdmcXf5SvZDtlR2Tcg4Jfec4rsnBMwSVTb4Ja2jFX49Qzrms6LBdm_QJ9-004_sBz3Kjm1e4lR7GPv3skH86VVaq&_nc_zt=23&_nc_ht=scontent-ham3-1.xx&_nc_gid=JMukw18B6mZuEJTsKl0aHg&oh=00_AfNH3UrJaB_toZ5o8uondZJwwBHpa0LeIhWlka1cwmOVdw&oe=685440E4
https://scontent-ham3-1.xx.fbcdn.net/v/t39.30808-6/506125699_9871910506211109_855582606257001227_n.jpg?_nc_cat=109&ccb=1-7&_nc_sid=127cfc&_nc_ohc=GGD79gszvbcQ7kNvwFTdbSe&_nc_oc=Adnafw9FC05Zce01JwJzKsjUyRo4TuLg1CbvBc45hkga5MBWtWDoHmPpyC7zyXa0bx32W1JUf2Ha6kvY9zPs5C_k&_nc_zt=23&_nc_ht=scontent-ham3-1.xx&_nc_gid=lV8cbIVv2yVj477m8oUCKg&oh=00_AfPQG74ecrjlPdlTCR2UdhfXbLRsAv-CH7ZiZn8npdtZGw&oe=6854325D = https://scontent-ham3-1.xx.fbcdn.net/v/t39.30808-6/506125699_9871910506211109_855582606257001227_n.jpg?_nc_cat=109&ccb=1-7&_nc_sid=127cfc&_nc_ohc=GGD79gszvbcQ7kNvwFTdbSe&_nc_oc=Adnafw9FC05Zce01JwJzKsjUyRo4TuLg1CbvBc45hkga5MBWtWDoHmPpyC7zyXa0bx32W1JUf2Ha6kvY9zPs5C_k&_nc_zt=23&_nc_ht=scontent-ham3-1.xx&_nc_gid=ZSnZz9iPbPICAYQSSz96ew&oh=00_AfP4sno9M4gcBsjxlbWgMn7MiK4vgdOSNgs_tQTWFbPf4g&oe=68546A9D
https://scontent-ham3-1.xx.fbcdn.net/v/t39.30808-6/505311677_9871910932877733_5137847333642653989_n.jpg?_nc_cat=109&ccb=1-7&_nc_sid=127cfc&_nc_ohc=R5Aw-XMiiFoQ7kNvwHxqSe3&_nc_oc=AdksdsVTiwjPR0YgK7K9vesYU1OJGFaflQKnB7VC5mAf77gDrX9udhAxw8uzkMoObmAlwpUOa6dXcw7XXfgFRvns&_nc_zt=23&_nc_ht=scontent-ham3-1.xx&_nc_gid=98xlmZBJb6vO6l_MFFs2kw&oh=00_AfNEvtLd43wTPNWeFIEhCdwRQ_JrBqCNbGDggkjGLyWbTg&oe=685440D1 = https://scontent-ham3-1.xx.fbcdn.net/v/t39.30808-6/505311677_9871910932877733_5137847333642653989_n.jpg?_nc_cat=109&ccb=1-7&_nc_sid=127cfc&_nc_ohc=R5Aw-XMiiFoQ7kNvwHxqSe3&_nc_oc=AdksdsVTiwjPR0YgK7K9vesYU1OJGFaflQKnB7VC5mAf77gDrX9udhAxw8uzkMoObmAlwpUOa6dXcw7XXfgFRvns&_nc_zt=23&_nc_ht=scontent-ham3-1.xx&_nc_gid=ZpNiBCh1ArekntUy1kAmWQ&oh=00_AfOy9aHJ3T_evfHYNffG1iZHP3gDGLieoq9lyuFfolIeBQ&oe=685440D1
https://scontent-ham3-1.xx.fbcdn.net/v/t39.30808-6/505299400_9871910889544404_4433972668021749153_n.jpg?_nc_cat=108&ccb=1-7&_nc_sid=127cfc&_nc_ohc=Drf5BGZLsfcQ7kNvwEF19Hs&_nc_oc=AdlmpK1RrbhCRekXQhVLgW50PGduCsY0oB46m8Tz-og9rRlGFWRSHMHZ--BB09V5GJSDexYsICrHX6Bfsv5mOVlr&_nc_zt=23&_nc_ht=scontent-ham3-1.xx&_nc_gid=C9C7wZxC85hsHpGXQ4kNig&oh=00_AfPA3O3CeC_rSIYvcwZWRU1UOQiAc12iP-IbysKKAEeUcQ&oe=68544A9F = https://scontent-ham3-1.xx.fbcdn.net/v/t39.30808-6/505299400_9871910889544404_4433972668021749153_n.jpg?_nc_cat=108&ccb=1-7&_nc_sid=127cfc&_nc_ohc=Drf5BGZLsfcQ7kNvwEF19Hs&_nc_oc=AdlmpK1RrbhCRekXQhVLgW50PGduCsY0oB46m8Tz-og9rRlGFWRSHMHZ--BB09V5GJSDexYsICrHX6Bfsv5mOVlr&_nc_zt=23&_nc_ht=scontent-ham3-1.xx&_nc_gid=-1GCK5qu8Rl9c9J2pN8z4g&oh=00_AfOXfqaBR4hy7ZI21ILfk9t6asuluROV7JN2fvns_XH9Qg&oe=68544A9F
https://scontent-ham3-1.xx.fbcdn.net/v/t39.30808-6/505300137_9871910752877751_3205275397648397809_n.jpg?_nc_cat=104&ccb=1-7&_nc_sid=127cfc&_nc_ohc=_Rv9Ab4TQW0Q7kNvwFz_eOE&_nc_oc=AdmnKx3KfApB6zMpNa7Gtv96h9qikLXbNd9GKyTxFQ0bXXR1ow4JySWCA-H76VusKyvwkxxK7n_a2LQyFxsGCUJW&_nc_zt=23&_nc_ht=scontent-ham3-1.xx&_nc_gid=lV8cbIVv2yVj477m8oUCKg&oh=00_AfNOOn9U5Y5uTkIY8gOR3h3SXuLDnFDPCSq11Q_SWOEnmA&oe=685444CD = https://scontent-ham3-1.xx.fbcdn.net/v/t39.30808-6/505300137_9871910752877751_3205275397648397809_n.jpg?_nc_cat=104&ccb=1-7&_nc_sid=127cfc&_nc_ohc=_Rv9Ab4TQW0Q7kNvwFz_eOE&_nc_oc=AdmnKx3KfApB6zMpNa7Gtv96h9qikLXbNd9GKyTxFQ0bXXR1ow4JySWCA-H76VusKyvwkxxK7n_a2LQyFxsGCUJW&_nc_zt=23&_nc_ht=scontent-ham3-1.xx&_nc_gid=H-pEwBXuRj9ggdj_pwLaiQ&oh=00_AfP1erXh1dZB3_dX27Dk7tKpZiarVKKdoAi6ab3JL6_3zw&oe=685444CD

=Carnival Miracle: Wherein Farcusian Fiction Becomes Reality|journal=Cruise Travel|date=October 2004|pages=46–49|url=https://books.google.com/books?id=RDEDAAAAMBAJ&q=carnival+miracle+jessica+lynch&pg=PA47%7Caccessdate=2015-06-04}}</ref> Poco después de la conclusión de la ceremonia de bautizo, partió en su viaje inaugural, un crucero de tres días a las Bahamas.
El Carnival Miracle es un crucero de la clase Spirit operado por Carnival Cruise Line. Construido por Kværner Masa-Yards en Helsinki New Shipyard en Helsinki, Finlandia, fue botado el 5 de junio de 2003 y bautizado en Jacksonville, Florida (EE. UU.), el 27 de febrero de 2004. Poco después de la conclusión de la ceremonia de bautizo, partió en su viaje inaugural, un crucero de tres días a las Bahamas.
El Carnival Miracle es un crucero de la clase Spirit operado por Carnival Cruise Line. Construido por Kværner Masa-Yards en Helsinki New Shipyard en Helsinki, Finlandia, fue botado el 5 de junio de 2003 y bautizado en Jacksonville, Florida (EE. UU.), el 27 de febrero de 2004. Poco después de la conclusión de la ceremonia de bautizo, partió en su viaje inaugural, un crucero de tres días a las Bahamas.
El Carnival Miracle tiene un atrio de once pisos con un techo de vidrio rojo rubí, que también forma parte del embudo de "cola de ballena". Junto a cada habitación hay una imagen grande de un personaje ficticio famoso, como Long John Silver o Sherlock Holmes.